# Nhà thờ Hoàng đế La Mã Thần thánh
Nhà thờ Hoàng đế Đức (tiếng Đức: Kaiserdom) là một từ ngữ truyền thống để chỉ các nhà thờ lớn, mà có liên hệ đến quyền lực của hoàng đế Đế quốc La Mã Thần thánh.

## Nhà thờ chính tòa trung cổ
3 nhà thờ lớn theo kiến trúc Roman Mainz, Worms und Speyer là những nhà thờ chính tòa có từ thời trung cổ, 2 trong số đó có công trình kiến trúc trước đó từ thời Hậu kỳ cổ đại. Chúng thường được gọi là các nhà thờ Hoàng đế Đức vùng Rhein. Các khu vực chung quanh ở tây bắc vùng Oberrhein là vùng gốc và cơ sở quyền lực của hoàng đế nhà Salier.
- Nhà thờ lớn Speyer được xây theo chỉ thị của hoàng đế Konrad II từ khoảng 1030 làm chỗ đặt mộ cho các hoàng đế nhà Salier và sau đó được hoàng đế Heinrich IV cho nâng cao và làm mái vòm từ 1082 tới 1104.
- Nhà thờ lớn Mainz được Willigis, trên thực tế nhiếp chính của hoàng đế còn nhỏ tuổi Otto III., bắt đầu cho xây sau 975; hoàng đế Heinrich IV cho xây lại 1081 sau khi bị cháy 1081. Mainz là nơi lên ngôi hoàng đế của Philipp von Schwaben, Friedrich II., Heinrich Raspe IV. và có lẽ trong kiến trúc trước đó Heinrich II và Konrad II.
- Nhà thờ lớn Worms là nơi đặt mồ mả của gia đình hoàng đế Konrad II. Ngoài ra nó cũng là nơi hội họp của đế quốc và của hoàng gia. Nhà thờ này mất tước vị là nhà thờ chính tòa vào năm 1801 khi giáo phận bị giải tán.

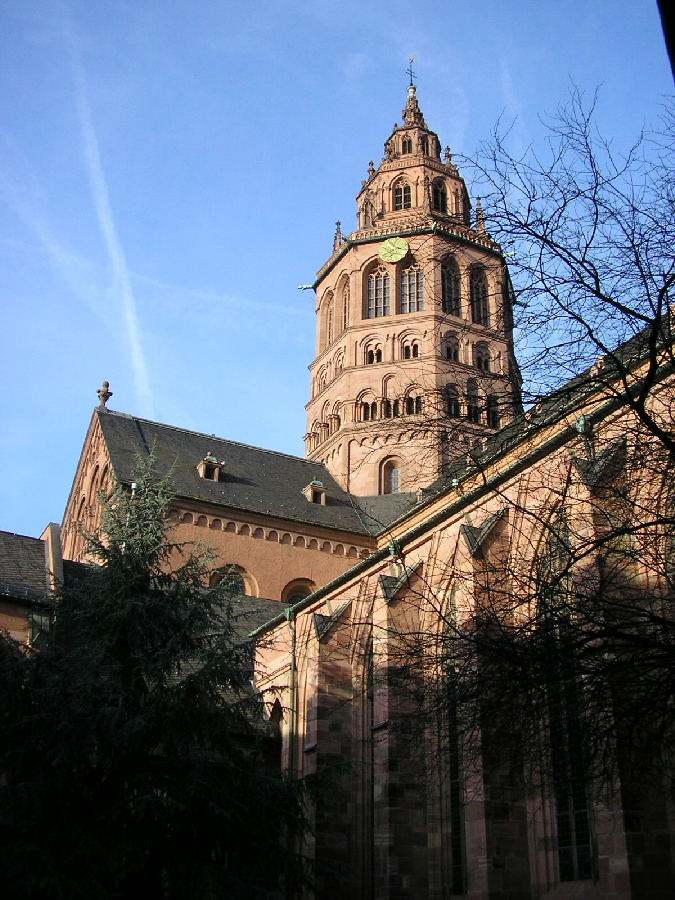
Mainzer Dom
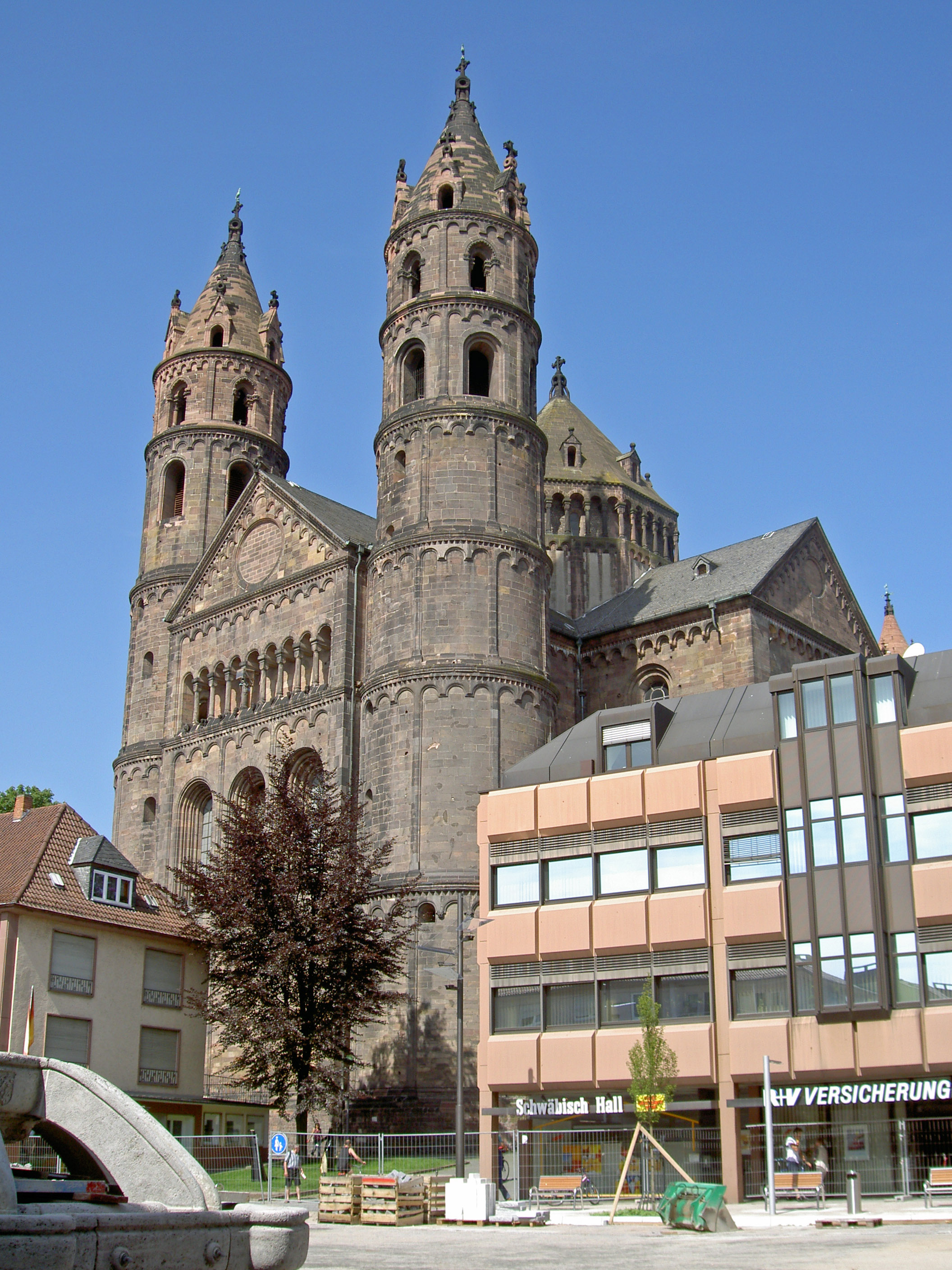
Wormser Dom
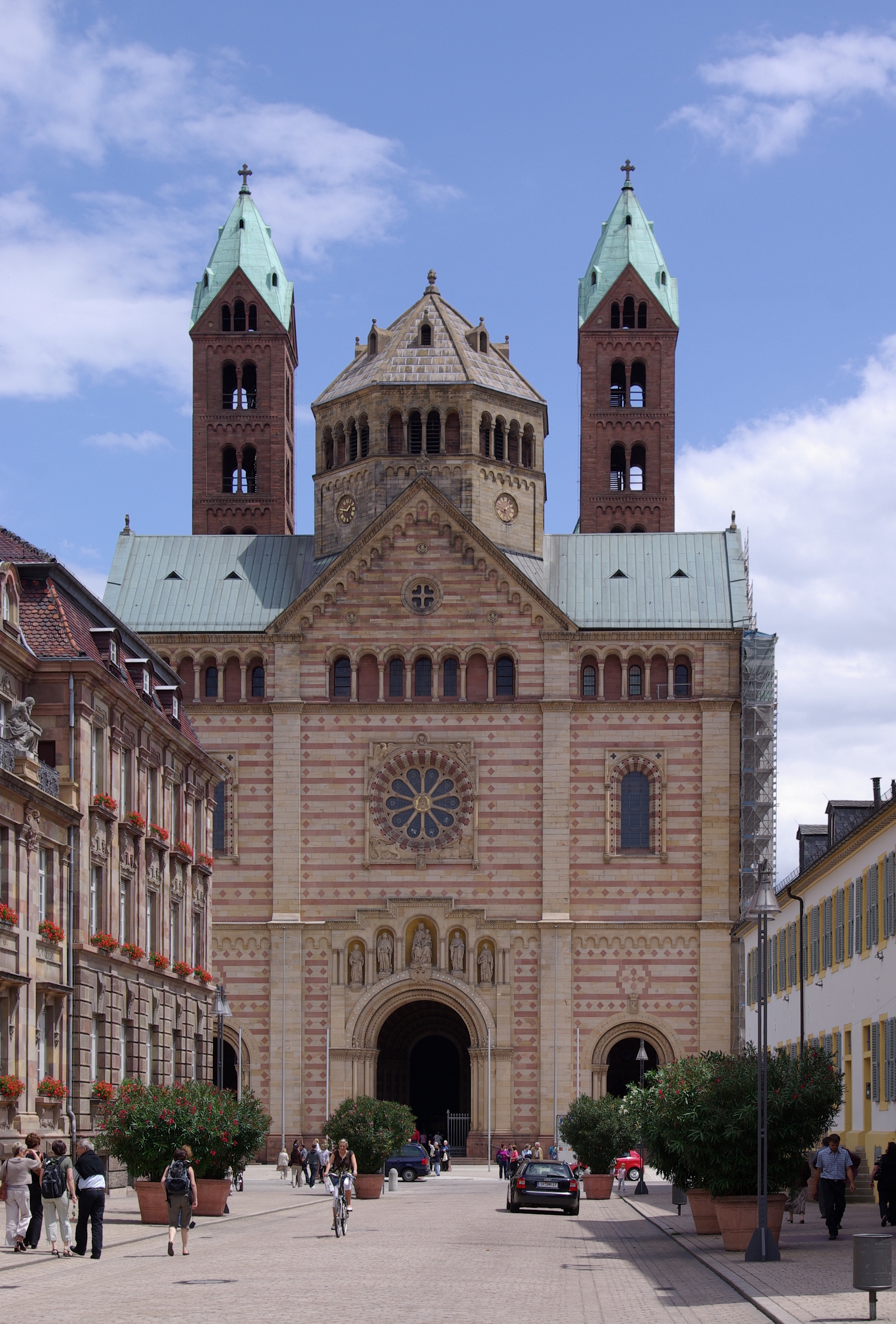
Speyerer Dom

## Nhà thờ lớn thời Karolinger
- Nhà thờ chính tòa Aachen, Pfalzkapelle và Marienstiftes được thành lập bởi Charlemagne, đến năm 1802 hay từ 1930 cho đến bây giờ trở thành nhà thờ chính tòa của giáo phận Aachen.
- Kaiserdom St. Bartholomäus ở Frankfurt được Ludwig Người Đức cho xây trong năm 852, khi Aachen thuộc về anh ông ta Lothar I.

Cả hai nhà thờ kế tiếp nhau là nơi tấn phong hoàng đế La Mã Thần thánh, từ 936–1531 là nơi đăng quang Vua La Mã Đức ở Aachen và nếu có thể ngay sau đó hoàng đế La Mã Thần thánh ở Roma, từ 1562 ở Frankfurt.

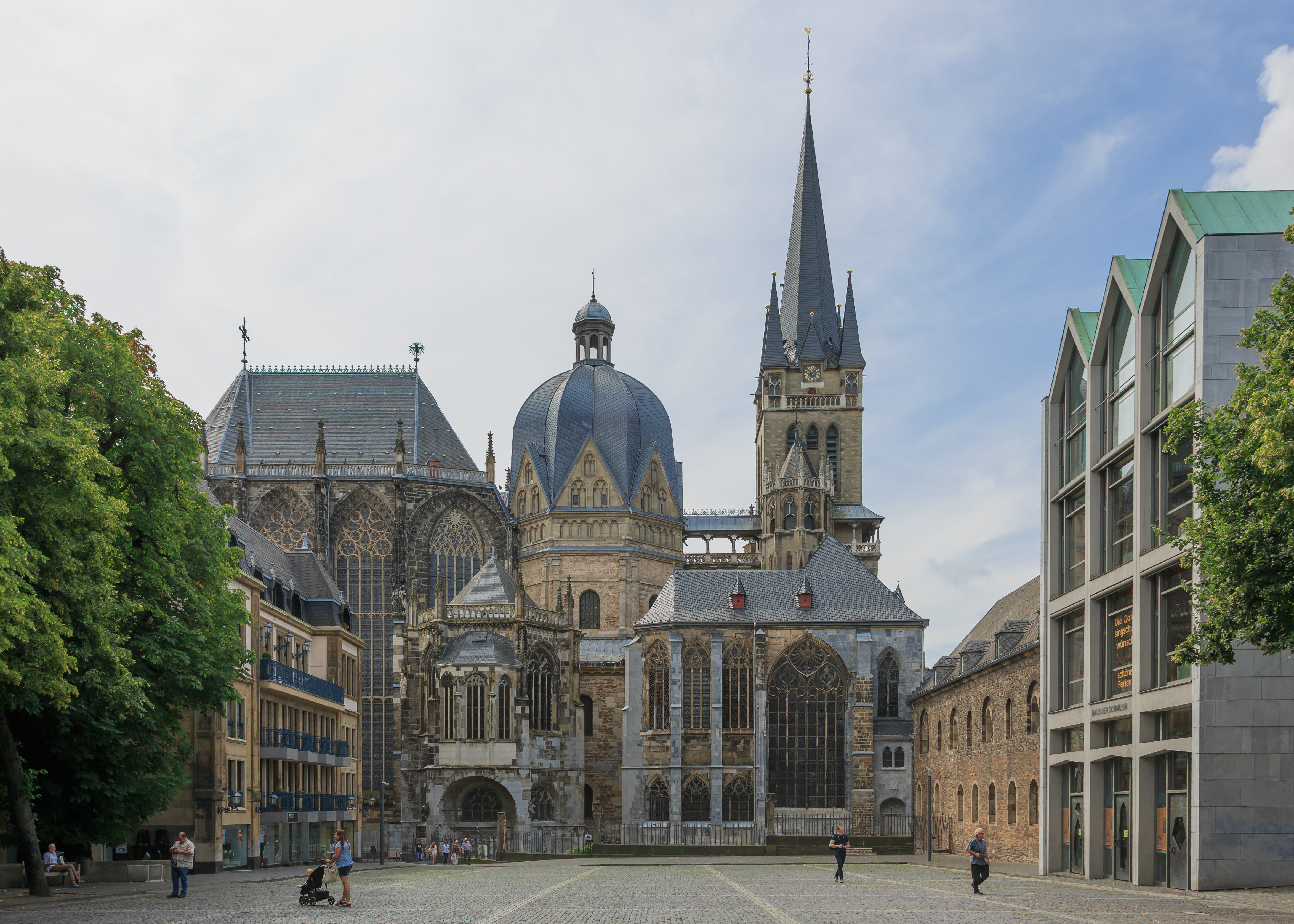
Aachener Kaiserdom
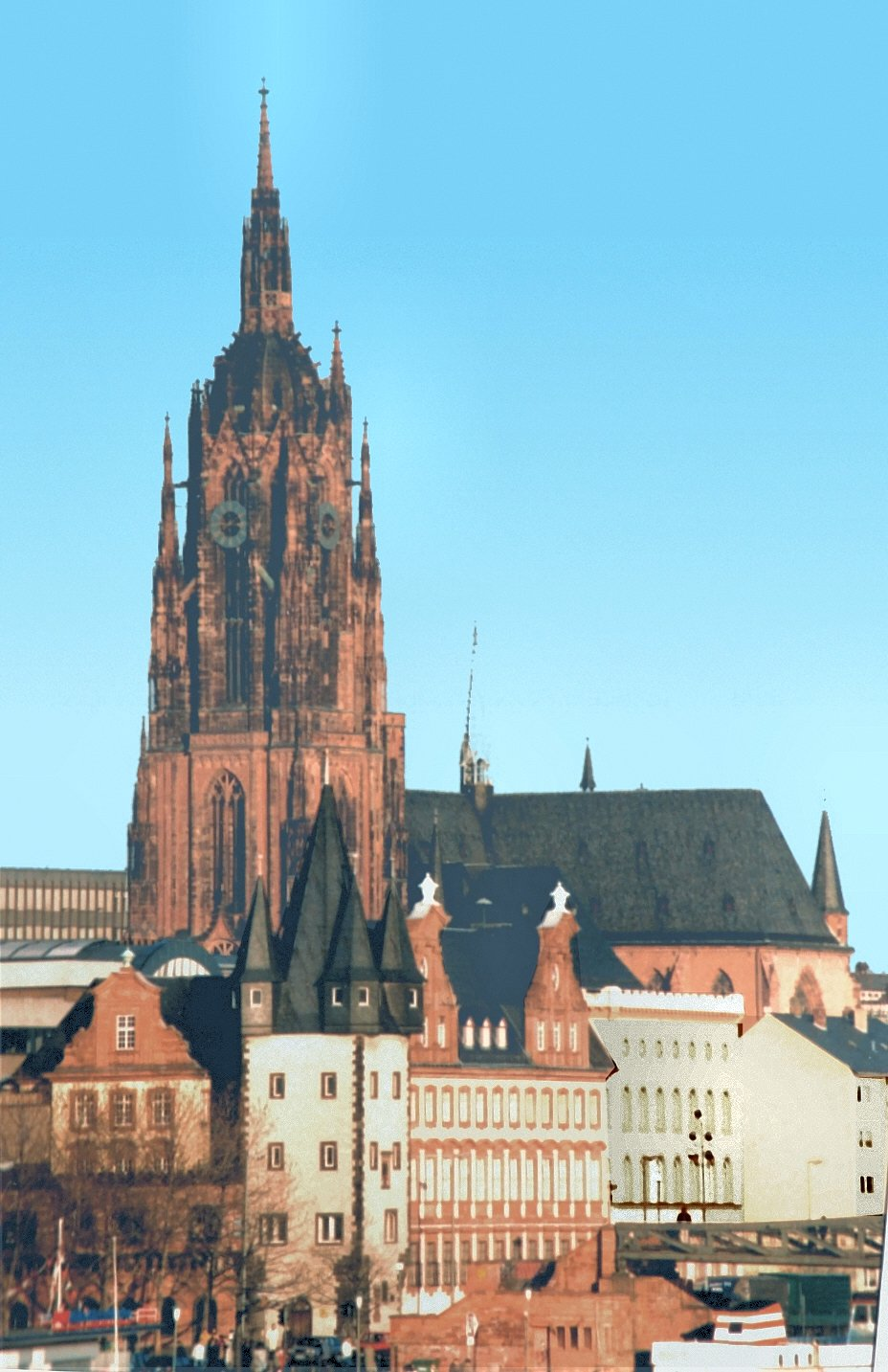
Frankfurter Kaiserdom

## Nhà thờ lớn sau đó
- Bamberger Dom được xem là nhà thờ Hoàng đế Đức, vì hoàng đế Liudolfinger Heinrich II không những đặt viên đá đầu tiên vào năm 1004, mà vào năm 1007 trong thời gian xây cất còn cho thành lập giáo phận Bamberg.
- Kaiserdom in Königslutter có tên này, vì nó năm 1135 cùng với tu viện Benediktiner được hoàng đế Lothar III của đế quốc La Mã Thần thánh tặng, người mà cũng được chôn cất tại nhà thờ này.
- Vì được sáng lập bởi hoàng đế Otto I của Thánh chế La Mã (mà cũng được chôn cất ở đó) Magdeburger Dom cũng được xem như là Kaiserdom. Tổng giáo phận Magdeburg mà được thành lập bởi Otto I bị giải tán 1680 và lãnh thổ của nó thuộc về Brandenburg.

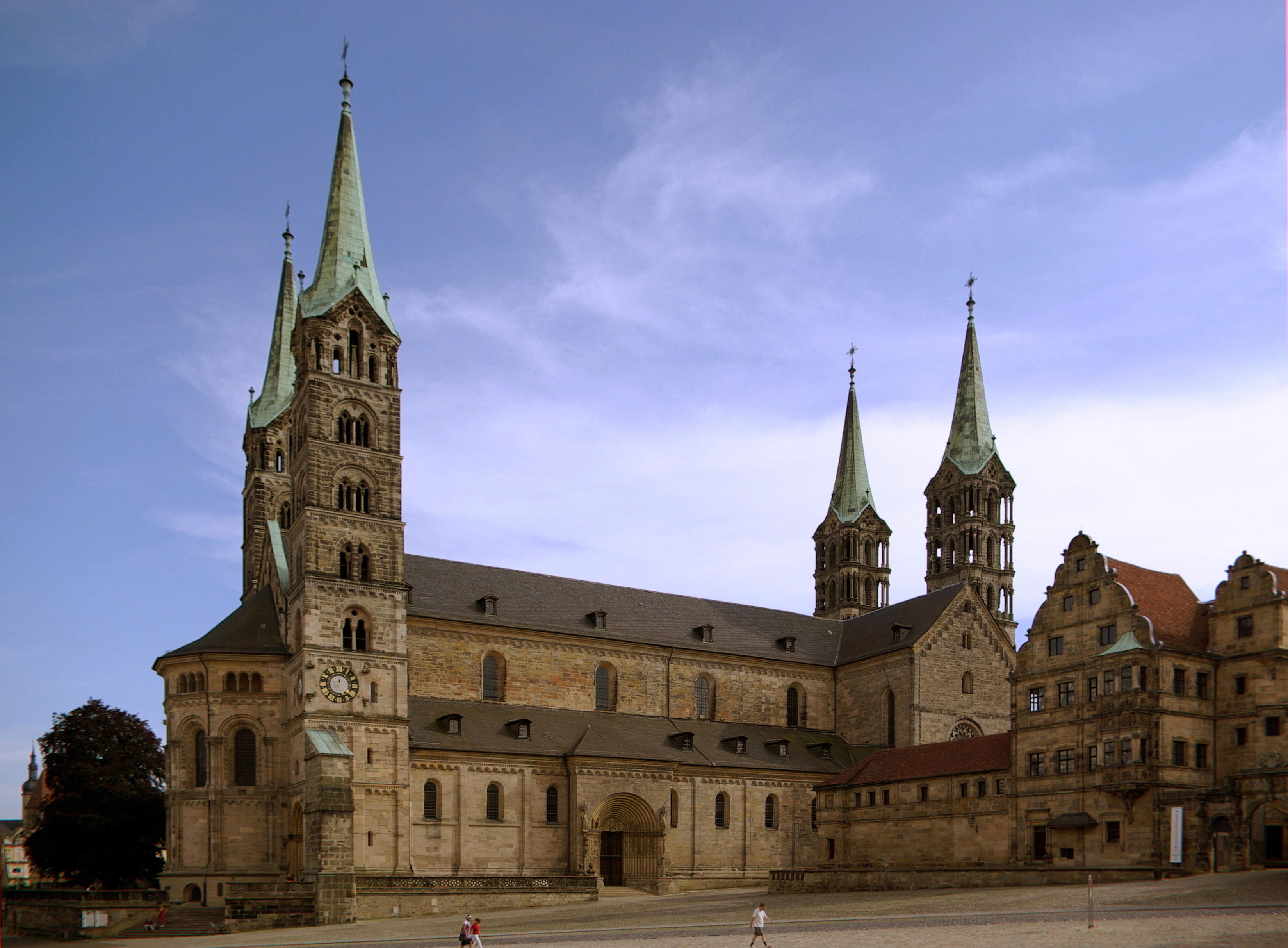
Bamberger Dom
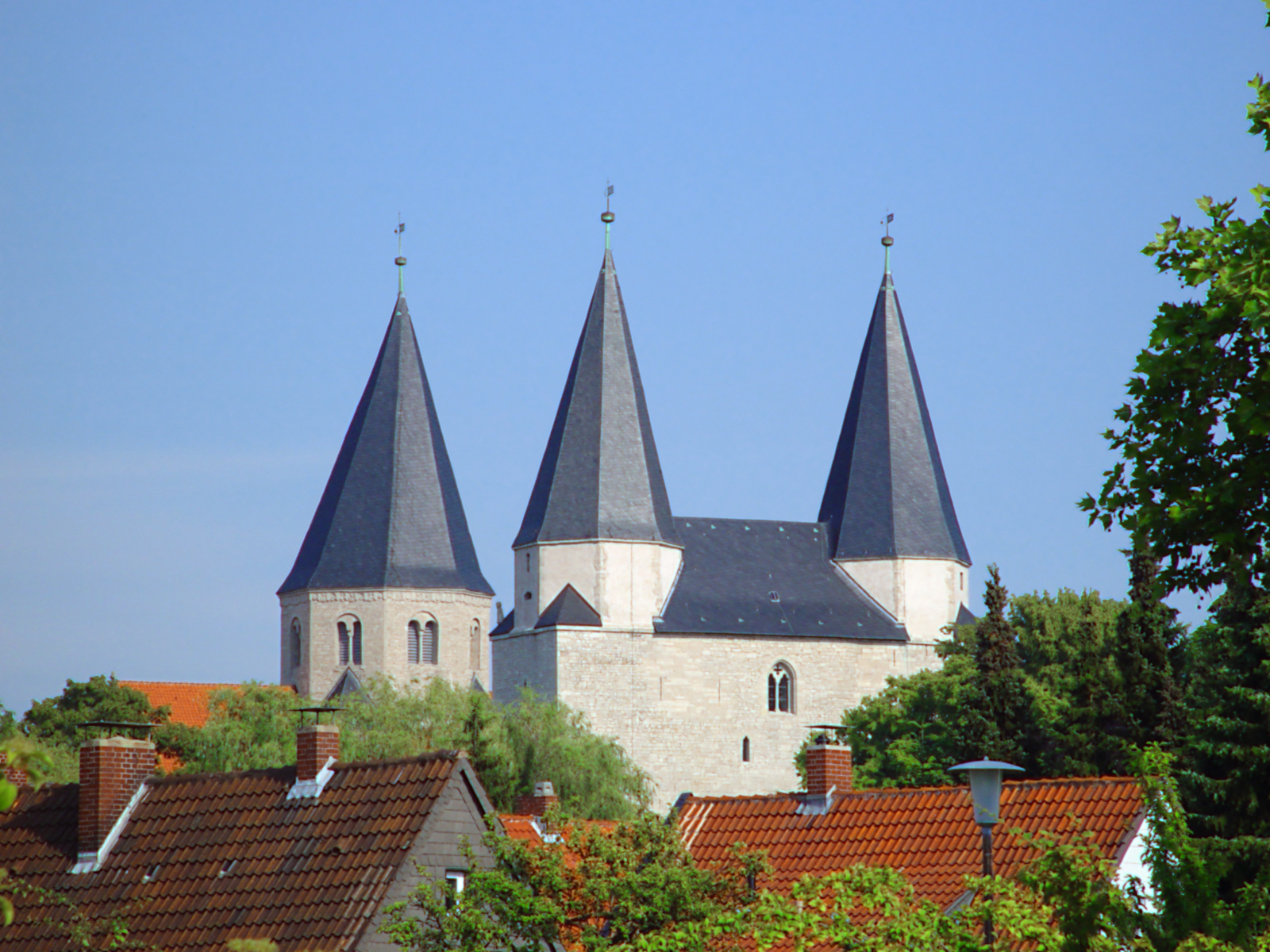
Kaiserdom in Königslutter
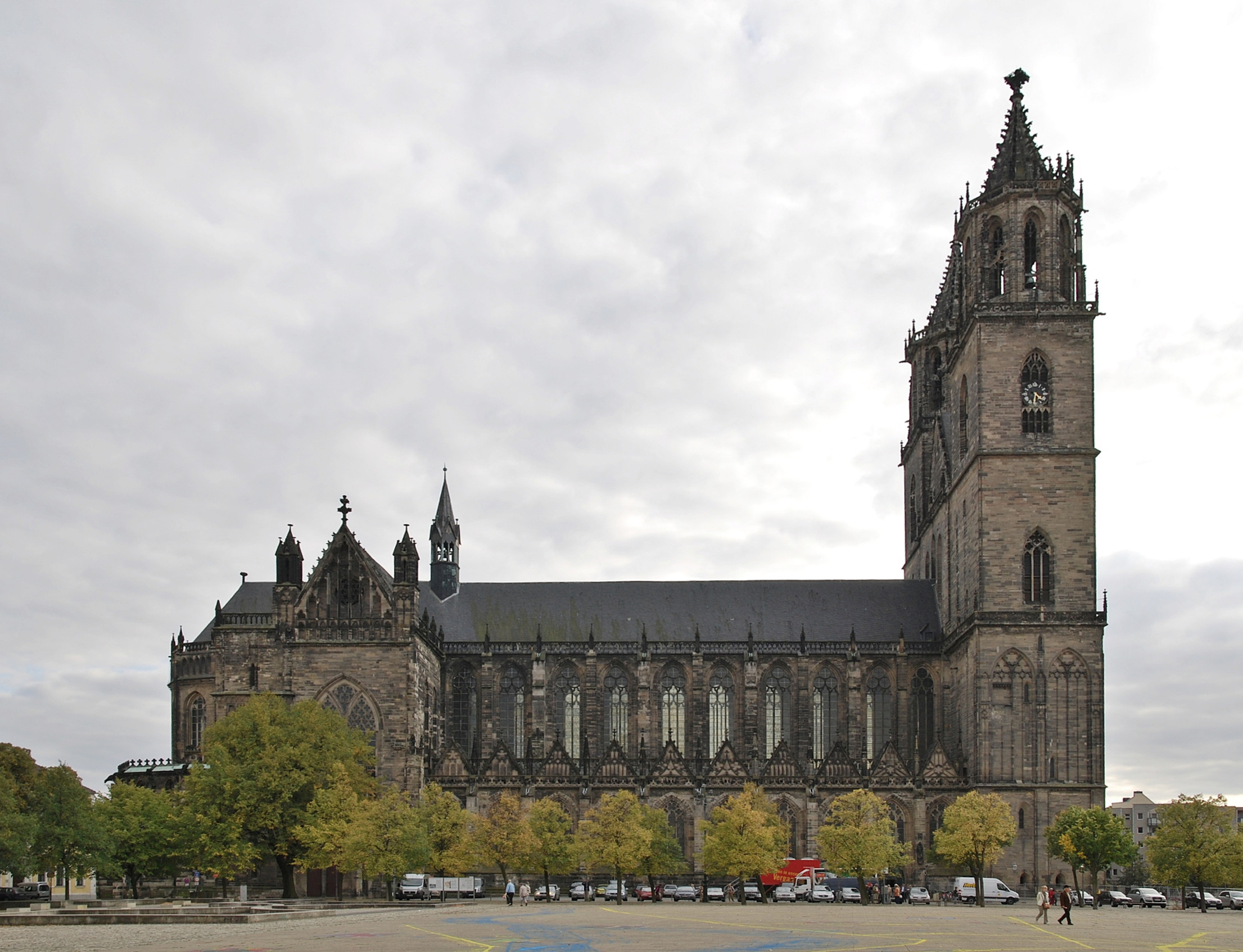
Nhà thờ Magdeburg